# Teatro Mercedes Sosa
El Teatro Mercedes Sosa es un teatro ubicado en la ciudad de San Miguel de Tucumán, Argentina. 
El edificio funcionó como un cine (Cine Plaza) desde 1946 hasta el año 1992. Posteriormente fue sede de la Iglesia Universal del Reino de Dios. En 2011, el inmueble fue expropiado por el Gobierno Provincial para restaurarlo. Fue reinaugurado como Teatro Mercedes Sosa el 2 de abril de 2014. Es nombrado así en honor a la cantante tucumana Mercedes Sosa.